# 반주 (스위스)
반주(半州, 독일어: Halbkanton, 프랑스어: Demi-canton, 이탈리아어: Semicantone, 로만슈어: Mez Chantun) 종교 분쟁 외 여러 이유로 한 개의 주가 반으로 갈라진 스위스의 주를 말한다.

## 스위스의 반주

### 옵발덴·니트발덴 칸톤
원래 옵발덴주(Obwalden)와 니트발덴주(Nidwalden)는 1291년 스위스가 형성 될 때만 해도 운터발덴 주(Kanton Unterwalden)라는 하나의 주로 존속하고 있었다. 1340년 운터발덴 주의 지리를 고려하여 삼림 지역을 경계로 강 상류 지역은 니트발덴주가 되었고, 강 하류 지역은 옵발덴주 로 분리되었다. 분리된 옵발덴주와 니트발덴주는 1798년 헬베티아 공화국이 결성되기 전까지 거의 모든 일을 함께 처리하였다. 1798년 프랑스 혁명 이후 프랑스가 스위스를 점령하여 헬베티아 공화국이 결성되자,
중앙집권 제도로 법이 변경된 헬베티아 공화국의 정책에 옵발덴주는 저항하지 않았으나, 니트발덴주의 저항이 심해져 헬베티아 공화국이 옵발덴주와 니트발덴주를 행정적으로 완전히 분리시켜 버렸다. 1878년 각자 독자 헌법을 제정하였다.

### 바젤란트·바젤슈타트 칸톤
1501년, 바젤 주(Kanton Basel)라는 이름으로 스위스 연방에 가입한 두 주는 가입 당시에도 종교 문제로 농촌과 도시의 대립이 심했다. 1833년 농촌 지역은 바젤란트주(Baseland)로, 도시 지역은 바젤슈타트주(Basel Stadt)로 갈라졌다.

### 아펜첼아우서로덴·아펜첼이너로덴 칸톤
1513년, 아펜첼 주(Kanton Appenzell)라는 이름으로 연방에 가입한 두 주는 종교 개혁의 영향으로 로마 가톨릭이 우세한 산악 지역은 아펜첼이너로덴주(Appenzell Innerrhoden)가 되고, 개신교가 우세한 평야 지역은 아펜첼아우서로덴주(Appenzell-Ausserrhoden)가 되었다.

## 1999년 반주법 폐지
1999년, 스위스 정부는 반주(半州)법을 폐지시켰다. 이로써 하나의 주로 인정받지 못하고 독자 발언권을 갖지 못하던 스위스의 반주들이 각자 한 주로 인정되어 독자적인 발언권을 갖게 되었다.

## 같이 보기
- 스위스의 주
- 종교 개혁